# Sant’Ambrogio di Valpolicella

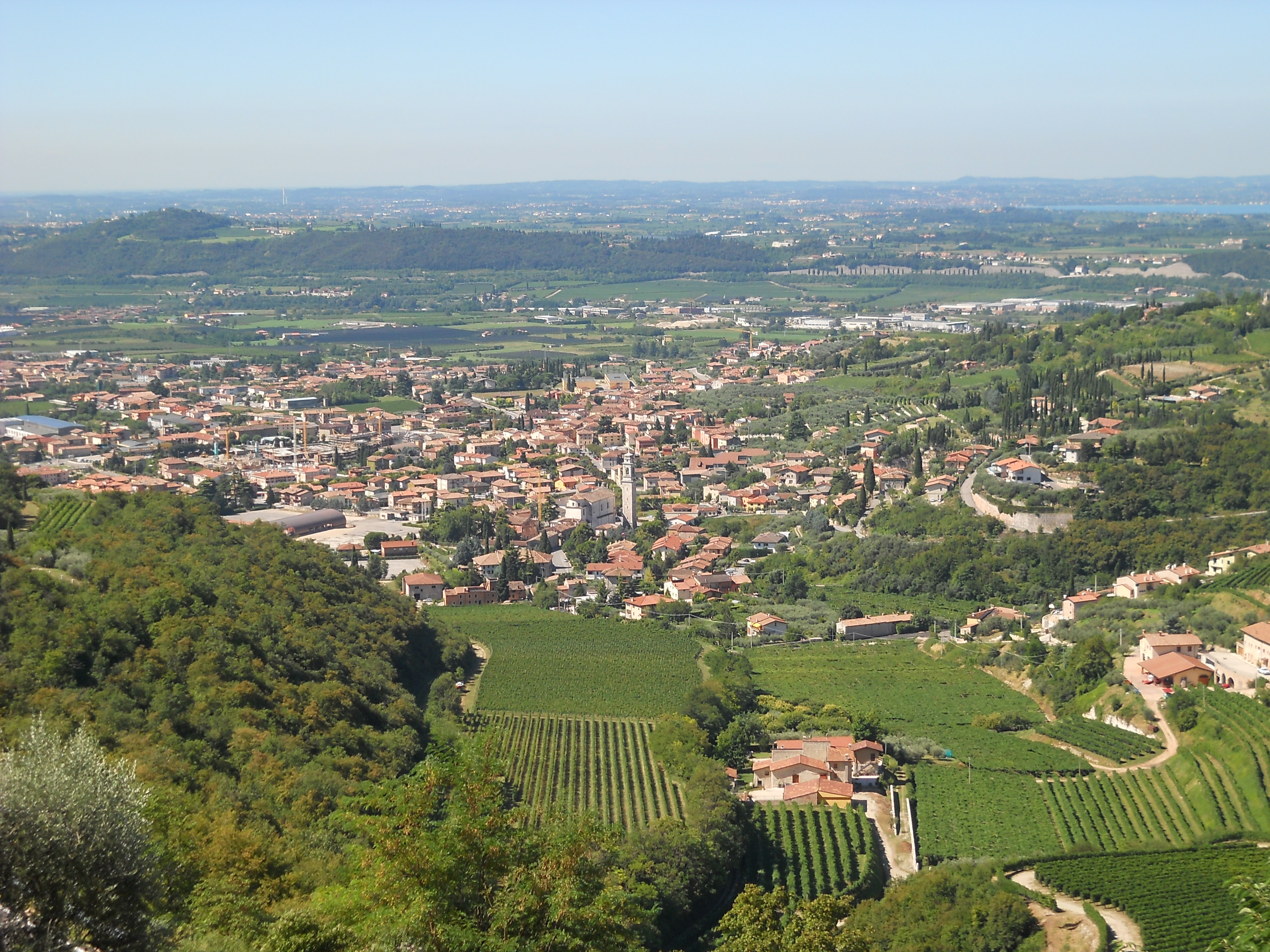
Panorama von Sant’Ambrogio di Valpolicella

Sant’Ambrogio di Valpolicella ist eine norditalienische Gemeinde (comune) mit 11.926 Einwohnern (Stand 31. Dezember 2023) in der Provinz Verona in Venetien. Die Gemeinde liegt etwa 15 Kilometer nordwestlich von Verona und etwa 8,5 Kilometer östlich vom Gardasee. Sie gehört zur Comunità montana della Lessinia.
Die Fraktion San Giorgio ist Mitglied der Vereinigung I borghi più belli d’Italia (Die schönsten Orte Italiens).

## Geschichte
Der Ort ist als Kapelle (dem Heiligen Georg geweiht) im 11./12. Jahrhundert über einer langobardischen, möglicherweise auch vorrömischen Kultstätte errichtet worden. Erkennbar waren die Fundamente dieses Kirchenbaus Reste römischer Altäre.

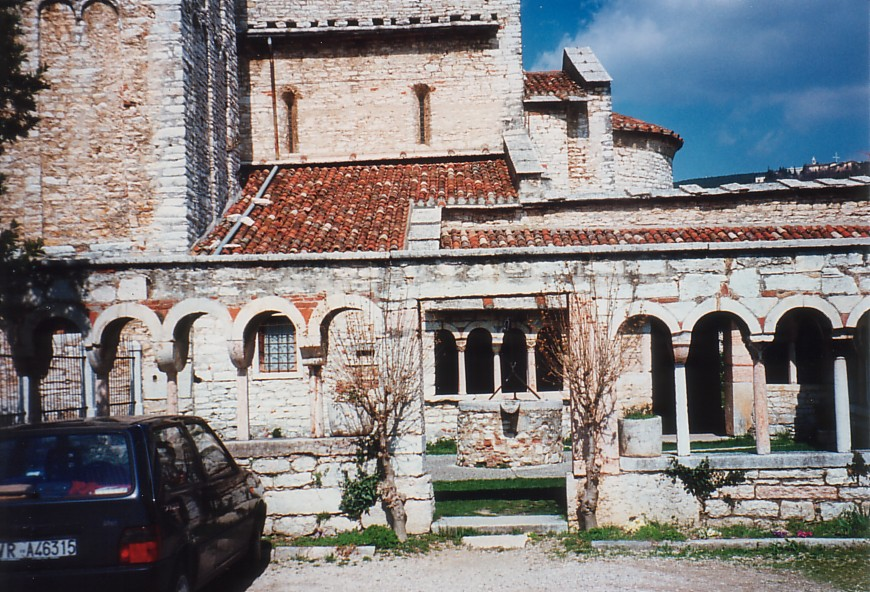
San Giorgio

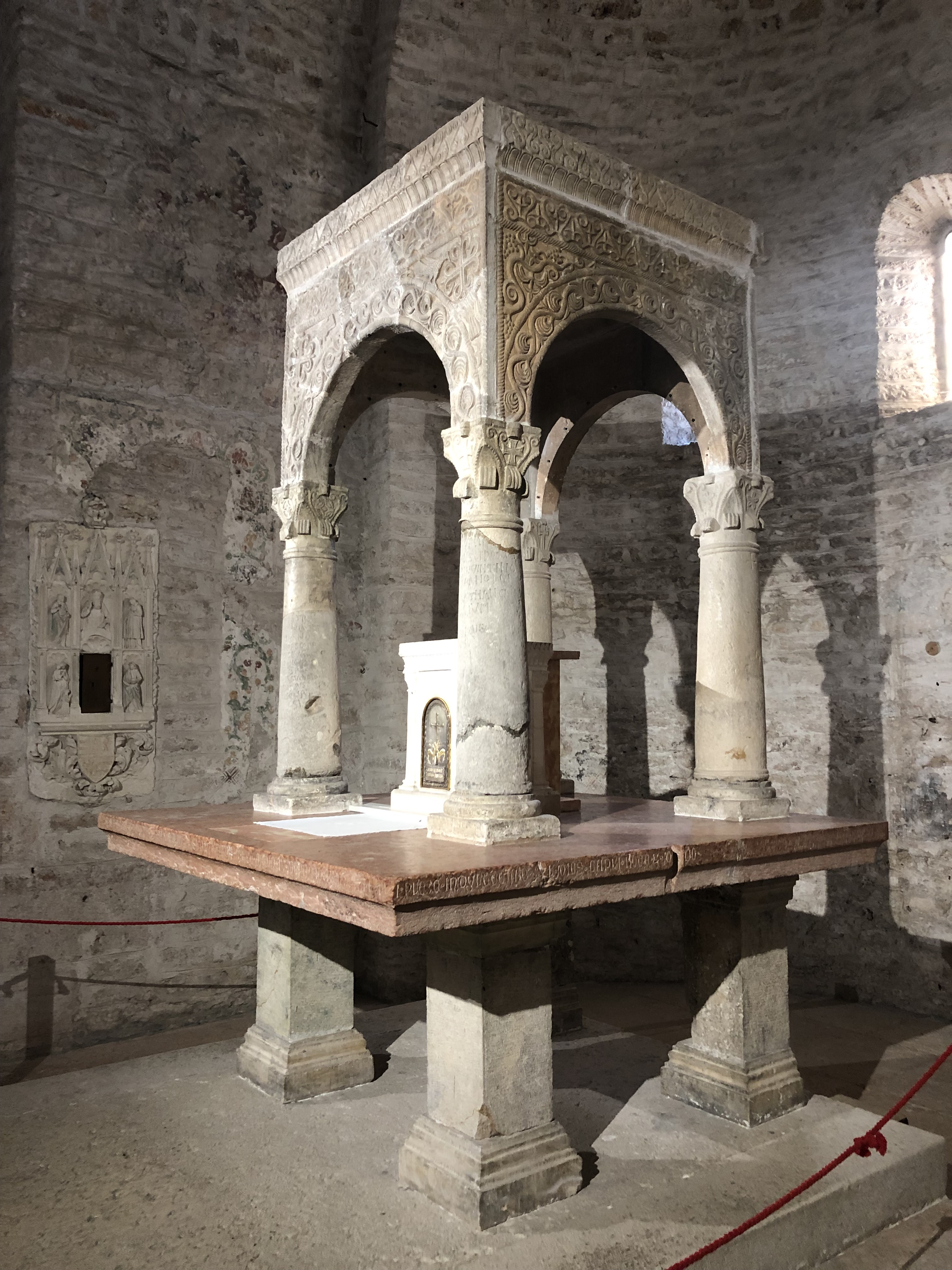
Ziborium in der Kirche San Giorgio bei Sant’Ambrogio di Valpolicella

## Wirtschaft und Verkehr
Sant’Ambrogio di Valpolicella liegt in einem bedeutenden Weinanbaugebiet, in dem der gleichnamige Valpolicella produziert wird. Auch der Recioto della Valpolicella entsteht hier. 
Durch die Gemeinde führt die Strada Statale 12 dell’Abetone e del Brennero von Verona nach Trient.
Der nächste Bahnhof liegt im Ortsteil Domegliara an der Brennerbahn von Verona nach Innsbruck.

## Gemeindepartnerschaften
Sant’Ambrogio di Valpolicella unterhält Partnerschaften mit der rheinland-pfälzischen Stadt Oppenheim (Deutschland) und mit der slowenischen Gemeinde Sežana in der Region Obalno-kraška.